# Моховое (Поворинский район)
Моховое — посёлок в Поворинском районе Воронежской области.
Входит в состав Самодуровского сельского поселения.

## География

### Улицы
- ул. Полевая
- ул. Хлебная

## Население
| 2010 |
| ---- |
| 97   |